# SOUND VOLTEX
『SOUND VOLTEX』（サウンド ボルテックス）は、コナミアミューズメント（2016年10月まではコナミデジタルエンタテインメント）が2012年1月18日より順次稼働を開始したBEMANIシリーズの音楽シミュレーションゲーム。公式での略称は「SDVX」、「ボルテ」。
2011年7月16日から2日間、事前の発表なく突発ロケテストが行われ、同年8月24日から公式ロケテストが行われていた。
『pop'n music』『jubeat』『REFLEC BEAT』と同じく、特定の楽器や音楽機材を模さない形だが、本作の特徴は「正しく演奏して音を奏でる」のではなく、「デバイス操作で様々なエフェクトを掛ける」という点にある。それにより、元の楽曲に対してエフェクターによるアレンジがかかっているのが特徴。
BEMANIシリーズでは『beatmania III』以来十数年ぶりにヘッドホン端子が内蔵されている。

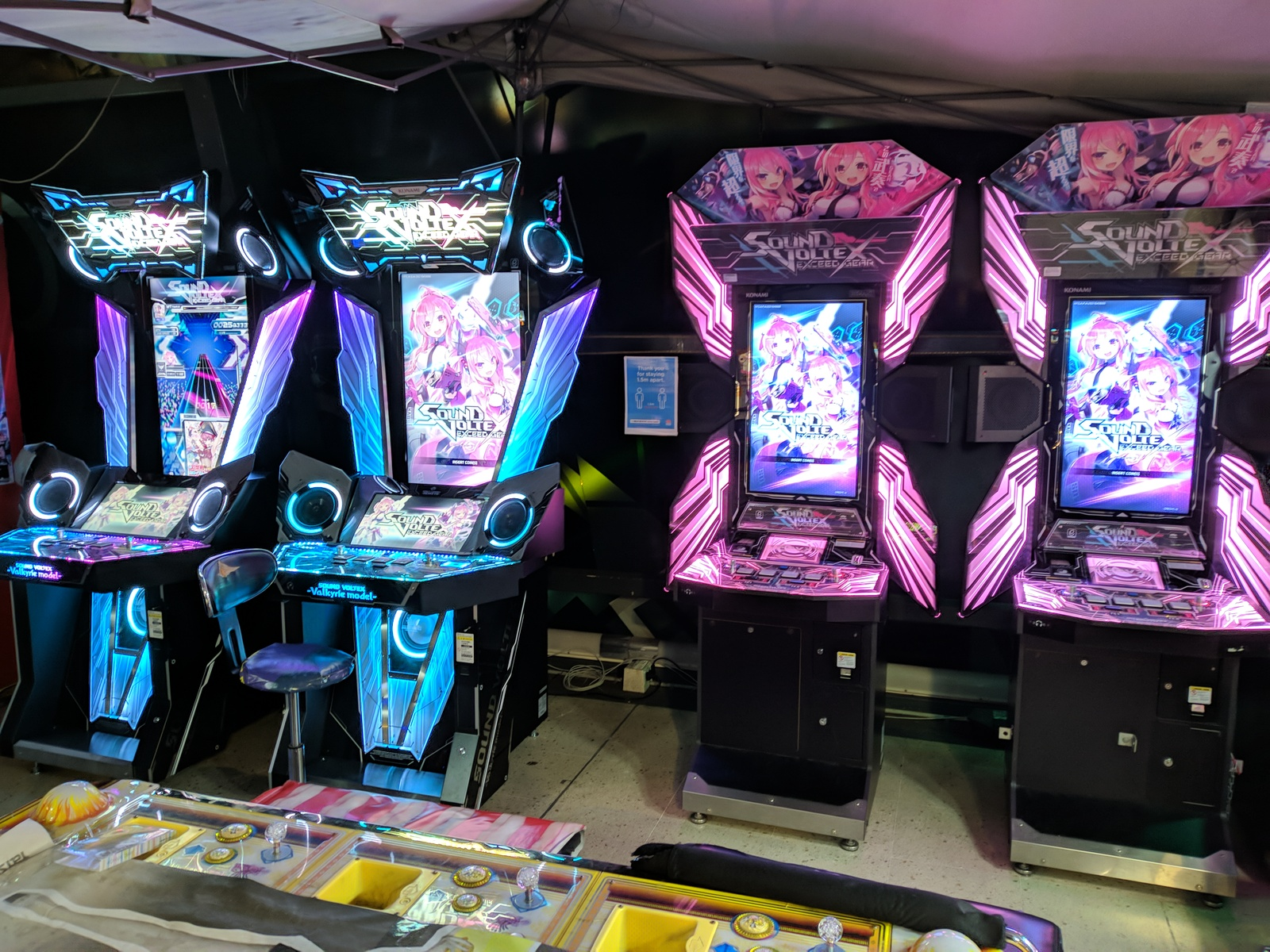
『SOUND VOLTEX』（コナミ）のアーケードゲーム筐体。バンドル作品は『SOUND VOLTEX EXCEED GEAR』。
左：ヴァルキリーモデル（新筐体）
右：従来筐体

## 概要
本作は、アーケードゲームの「SOUND VOLTEX BOOTH」（ - ブース）とコンテンツの募集を行う特設Webサイトの「SOUND VOLTEX FLOOR」（ - フロア）の2つで構成されている。今までのBEMANIシリーズと異なり、主にネット上で活躍する同人音楽系のクリエイター達のオリジナル楽曲やリミックスを積極的に採用している。
また、シリーズが進むごとに楽曲追加を積極的に行なっており、VOCALOIDを使用した楽曲に加え、EXIT TUNES楽曲、果てには東方Projectのリミックス楽曲など色々なジャンルの楽曲を導入しており、今までのBEMANIシリーズにはない、かなり自由なラインナップになっている。一方で、上記を除くライセンス曲は収録されていない。
筐体は発売当初から使用されている筐体（旧筐体）と画面の大型化・タッチパネル追加などの機能を追加した『Valkyrie model』の2種類。
SOUND VOLTEX FLOORは、『pop'n music』向けの一般公募作品の募集が行われるなど、SOUND VOLTEX BOOTH以外のBEMANI作品に対するコンテンツ採用の場ともなっている。
FLOOR採用者にはオリジナルデザインのe-AMUSEMENT PASSが進呈され、アピールカードに特別なアイコンが使用可能になる。

## ゲームシステム

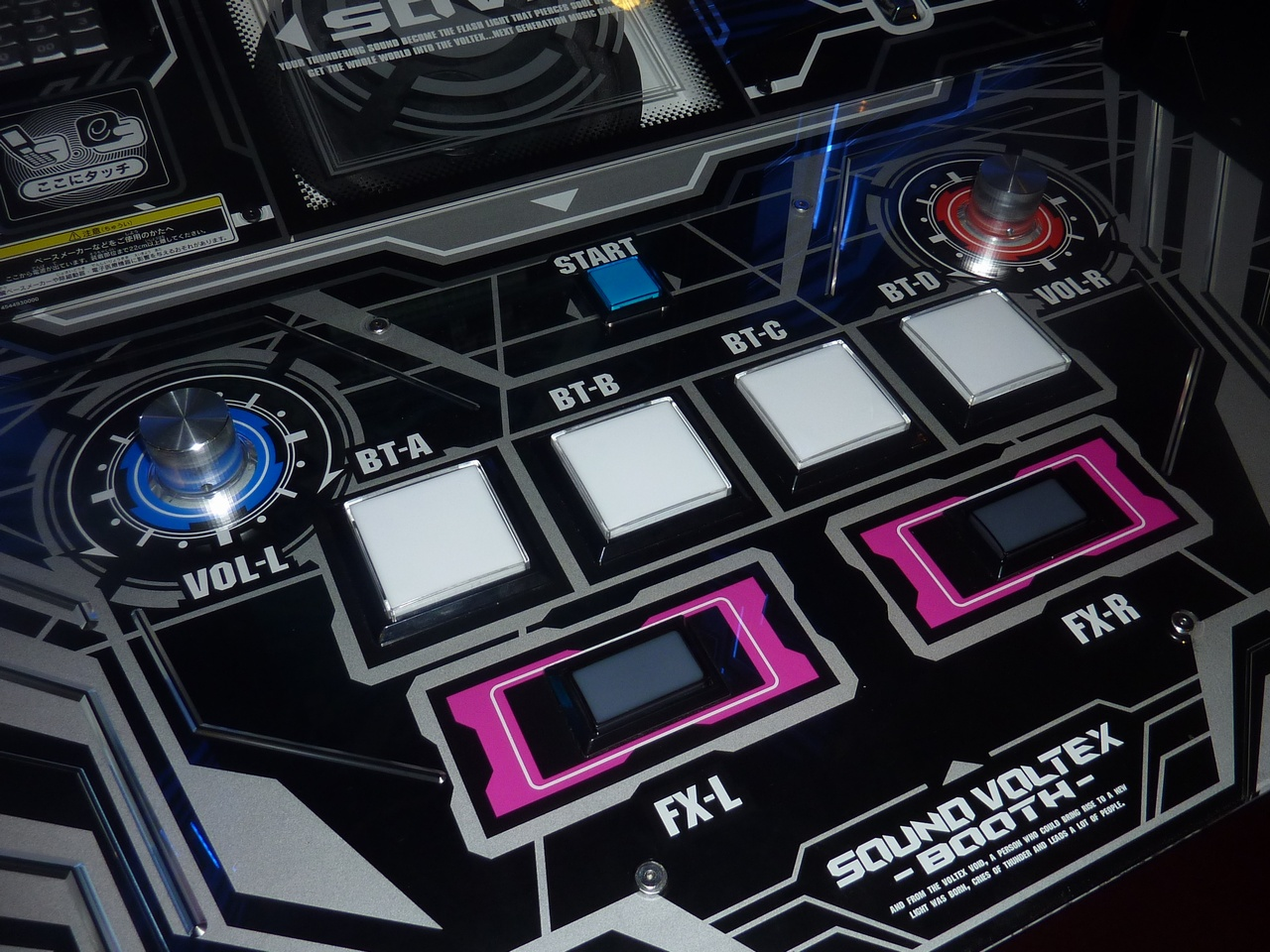
SOUND VOLTEX BOOTHの操作デバイス

『Audiosurf』のように、コースを疾走しながら、画面奥から迫るエフェクトノーツを演奏する形になっている。操作デバイスは打鍵するBTボタンが4つ、長押しするFXボタンが2つ、そしてボタンの両脇にアナログデバイスが2つの計8つである。
- BTボタン

ショートノーツを操作する。音符はbeatmaniaシリーズの様に白の横棒で表現されている。「BT-A」「BT-B」「BT-C」「BT-D」の4つがあり、音符が判定ラインに重なるタイミングで該当するボタンを押す。『II』以降ではBTボタンによるロングノーツオブジェクトも登場する。
- FXボタン

ロングノーツを操作する。音符は黄色のラインで、左右2種類ある。「FX-L」「FX-R」の2つがあり始点が判定ラインに重なるタイミングで該当するボタンを押し始め、終点まで押し続ける。押している間はチェインが加算されるが、始点から押し忘れる/途中で離してしまうとチェインが切れる。『II』以降ではFXボタンによるショートノーツも登場する。なお、ロングノーツでは細切れの音が鳴るようになっている。
- アナログデバイス

青と赤のラインがあり、青は左のつまみ（VOL-L）、赤は右のつまみ（VOL-R）を回転してラインに合わせる。アナログデバイスを操作する箇所が近くなると、毎回赤と青の位置が画面に表示される。判定ポイントがライン上にある間はチェインが加算されるが、ラインから外れるとチェインが切れる。エフェクターとしてはフェーダーおよびスマッシュ音の役割を担う。
判定は良い方からCRITICAL/NEAR/ERRORの3つがあり（アナログデバイスおよびロングオブジェクトはCRITICALとERRORのみ）、連続してNEAR以上を出すとCHAINとして表示される（他のBEMANIシリーズではCOMBOに該当）。全てのノーツをCRITICALもしくはNEARの判定で処理して完奏すると「ULTIMATE CHAIN（UC）」、全てCRITICAL判定で処理して満点（10,000,000点）を獲得すると「PERFECT ULTIMATE CHAIN（PUC、または単にPERFECTとも）」となる。
演奏中はRATEが増減する。CRITICAL判定で増加し、ERROR判定で減少する。NEAR判定は初代では増減無しだが、『II』以降ではCRITICALの1/4程度増加するようになった。ゲージは4種類(増加型1種類、減少型3種類)あり、演奏終了時点で規定のゲージ残量があれば「TRACK COMPLETE」（クリア）となる。
EFFECTIVE RATE(増加型)
標準的なゲージ。演奏終了時に70%以上ゲージが残っていれば「TRACK COMPLETE」となる。70%未満の場合は「TRACK CRASH」となりプレーが終了してしまうが、マッチングプレーヤーが一人でもクリア（TRACK COMPLETE）していれば「SAVED」となり、プレーを続けることができる。『II』以降ではレベル7以下の楽曲で「TRACK CRASH」になっても、SAVEDの有無にかかわらずプレーを継続できる。
Excessive Rate(減少型)
『II』より導入された減少型ゲージ。beatmaniaIIDXシリーズのHARD・EX HARDゲージに相当する。100%の状態からスタートし、ゲージを少しでも残して曲を終えることができればクリア。ただし、減少量はEFFECTIVE RATEより遥かに厳しく、ゲージがなくなった時点でTRACK CRASHとなる。
このゲージを使用してクリアすると、クリアメダルが紫色になる。
また、このゲージを使用してTRACK CRASHした場合、原則SAVEDは適用されず、前述のレベル7以下の救済処置も受けることができない。
Permissive Rate(減少型)
SKILL ANALYZER専用ゲージ。詳細は#SKILL ANALYZERの項を参照。
Blastive Rate/Hexative Rate(減少型)
Blastive RateはINFINITE BLASTER+Ω Dimension専用ゲージ。基本はExcessive Rateと同じだが、曲によって減少量が調節されていることがある。
Hexative RateはHEXA DIVER専用ゲージ。HEXA RANKによってゲージ減少度が異なり高ランクほど大ダメージとなる。設定は最低が1～最高が5　最大のHR5ではNEAR判定でもゲージ減少となる。

## プレーの流れ
特に断りがない限り、この節の説明は、現行作『SOUND VOLTEX EXCEED GEAR（以下VI）』について行う。
1. クレジット投入する/e-AMUSEMENT PASSの認証/特典シリアルコード入力
  - タイトル画面で設定されている分のクレジットを投入し、STARTボタンを押すとゲーム画面に移る。
  - e-AMUSEMENT PASSを使用する場合は、ここで読み取り部にタッチし認証を行う。暗証番号の入力はテンキーで行う。
2. 支払方法・アピールカードの選択
  - 認証後、通常プレイモード（LIGHT START、STANDARD START）か、フレンドマッチング、AUTOMATION PARADISE、BLASTER START、SKILL ANALYZER、ARENAを選択。
  - 料金支払い後にマイルームに行き、プレイスタートかアピールカード選択、クルー選択、『valkyrie generator』(Valkyrie Modelのみ)を選択する

LIGHT START
コイン、PASELIでゲームをする際に選択できるモード。最大3曲選曲できる。1・2曲目に選択できる難易度は所持しているスキルアナライザーのレベルに依存する。
STANDARD START
PASELIで料金を支払うと選択できるモード。難易度の制限はなく、1度だけTRACK CRASHしても次の曲へ進むことができるが、アップデートにより2度TRACK CRASHしても3曲目に突入できるよう3曲保証になった。これに限り、Excessive Rateの途中落ちでも次の曲へ進むことができる。
BLASTER START
必ず3曲遊ぶことができるPASELI専用モード。BLASTER ENERGYの残量に関係なく、BARRIER TRACKに挑戦できる。『V』以降では1プレイに一度だけHEXA DIVERに挑戦できる。
1. ゲームプレー
  - ゲームモードにより操作が異なるため共通する事項のみ記述。モードごとの説明は#ゲームモードを参照。
  - 大まかな難易度は「NOVICE（やさしい・紫）」「ADVANCED（普通・黄）」「EXHAUST（難しい・赤）」「MAXIMUM(かなり難しい、IV以降の楽曲のみ搭載)」「INFINITE / GRAVITY/HEAVENLY/VIVID/EXCEED（特殊譜面・虹色/橙色/水色/桃色/青色、一部の曲にのみ搭載）」の5種類に分かれており、細かい難易度は01 - 20の20段階で分類されている。当初は最大レベルが15だったが、「For UltraPlayers」と「Bangin' Burst」のEXHAUSTでIIIまでのレベル分類で初のレベル16が登場、IVにて振りなおされ20段階に細分化された。
  - IV以降では曲選択画面で一部の曲を解禁することができる。
  - 『Valkyrie Model』ではタッチパネルでオプションの設定、楽曲検索ができる
  - マッチング画面では、ショートボタンを押すことでそれぞれに割り当てられたメッセージをマッチング相手に送信できる。FXボタンと同時に押せばスタンプが送信できる。この画面もしくは曲プレー中にSTARTを押しながらアナログデバイスを回すとHI-SPEED設定ができる。また、左右のロングボタンを同時に押すとSKIPマークが表示される。プレーヤー全員がSKIPマークを出すと、マッチングを強制的に締め切って曲がスタートする（マッチング画面で誰もマッチングしていない状態でSKIPすると従来のシングルプレイになる）。
  - 曲が終了するとリザルト画面になる。リザルト画面には、CRITICAL、NEAR、ERRORの総数、最大CHAIN数、エフェクティブレート、ランクが表示される。
2. ポイント集計・SDVXステーション
  - 規定曲数のプレーが終了すると（途中終了含む）、そのプレーで取ったPCBが集計される
  - 「III」まではSDVXステーション内で曲解禁を行うことができた。
  - 「POLICY BREAK」はBEMANIの他機種との連動解禁システムで、期間限定・不定期で開催される。期間中、連動している機種をプレーすると、「BREAKゲージ」が溜まっていく。このゲージをSOUND VOLTEXの筐体上で注入する（逆に言えば、BREAKゲージをどれだけ溜めたとしても、SOUND VOLTEXをプレーして注入しなければ無効になる）。注入を繰り返し、BREAKゲージを最大にすることで、連動機種の収録曲がSOUND VOLTEXにて原曲で解禁される。終了したイベントも、再び開催される旨が発表されており、その際は溜めたBREAKゲージは繰越となる。

PARADISE START
楽曲とエフェクトを自動MIXしたプレー「AUTOMATION PARADISE」がプレー出来る新モード。VIVID WAVEから搭載され通常選曲も可能だが2曲(=2MIX)でプレーが終わってしまうので初見は注意である

## 通常プレー
プレーヤーが自由に楽曲を選んでプレーする標準的なモード。曲の詳細画面には、
- BPM
- マッチング状況（マッチング待機中のプレーヤーがいるかどうか）
- クリア状況（未プレー・プレー済・COMPLETE・ULTIMATE CHAIN・PERFECT）
- クリアレート（クリアしたプレーヤー数÷その曲をプレーしたプレーヤー数×100）
- 自己ベストスコア
- ジャケット
- エフェクト（譜面）作成者
- ジャケットのイラストレーター名

が表示される。曲と難易度を選択し、STARTボタンを選択するとマッチング画面に移行する。3曲をプレーするか、LIGHT STARTで途中でTRACK CRASHする、STANDARD STARTで2回TRACK CRASHするとプレー終了となる。しかし、2017年12月21日のアップデートよりSTANDARD STARTを選んだ時でも3曲保証されるようになった。
- 後述する「INFINITE BLASTER」は、このモードからプレーすることになる。

## BLASTER GATE
INFINITE,GRAVITY,HEAVENLY,VIVID,MAXIMUM譜面を解禁するためのモード。モードとして独立はしておらず、通常プレーの一部として存在する。基本的な流れは以下のとおりである。
1. 曲をプレーして、「BLASTER ENERGY」を溜める
  - 曲をプレーすることで、BLASTER ENERGYを蓄積することができる。このとき、Excessive Rateを適用していると、さらに多くのENERGYを溜められる。
  - これを100%まで溜めることで、解禁に必要な課題曲に挑戦できるようになる。
2. 「BLASTER TARGET」から課題曲に挑戦する
  - 通常プレーの楽曲のカテゴリにある「BLASTER TARGET」から、解禁したいINFINITE譜面の課題曲（BARRIER TRACK）に挑戦する。
  - 1回挑戦するごとにBLASTER ENERGYを100%消費する。
3. 課題曲をプレーし、TARGET LIFEを削る
  - 課題曲プレー中は、「Blastive Rate」が適用される。途中落ちもある。
  - 好成績であるほど、多くのLIFEを削ることができる。
  - 課題曲プレー後は、BLASTER ENERGYは0%に戻る。そのため、再び挑戦するには、BLASTER ENERGYを溜めなくてはならない。

以上を繰り返し、TARGET LIFEを0にすれば、該当譜面が解禁される。『VI』からは大きく仕様が変化している(後述)

## Ω Dimension
- 『IV』シリーズから実装された所謂ボス曲フォルダのカテゴリー

BLASTER GATEと異なり、特定の楽曲の全譜面をこのシステムで解禁する仕様となっており、EXTRACKでのみプレイできる。BLASTER STARTでは必ず進出が可能　搭載当初から暫くの間は最後まで完走しないと譜面が常駐しないという厳しい仕様だったが、後にアップデートでARS適用がされる仕様になった（※ただし、PHASE最新弾とLIGHT START時のEXTRACK進出には適用外）基本的には「Phase.〇〇」と表記され、EXTRACK進出時には最新弾のPHASEが出るがサブフォルダから切り替えをする事で、過去弾の楽曲も選曲できるようになっている。ARS適用時はEFFECTIVE RATEに切り替わりの後、終了時に70%以上あれば解禁になる。最深部に控える楽曲の譜面は、各PHASE内で該当する同一難易度を全てクリアした難易度のみが出現する仕様となっているので、注意が必要。『VI』からは仕様がやや変化している（後述）

## HEXA DIVER
- 『V』から実装された所謂ボス曲フォルダのカテゴリー[5]

上記Ω Dimensionに変わるEXTRACKの新規システム。Ω Dimensionと異なる点としては完奏できれば解禁ではなくライフ制である事が挙げられる。特徴として各楽曲にHP(ヘキサポイント)が設定されており、一定値のダメージを与える事で譜面が解禁される。
このカテゴリーでは『HEXATIVE RATE』が適用され、ゲージが0%になると即TRACK CRUSHとなる。楽曲選択時に「HEXA RANK」が1～5まで設定可能でありRANKが上がる毎に与ダメージを与えるチャンスがある反面、被ダメージの量も多くなる最大となるRANK5、HR5になるとNEAR判定であってもダメージを受ける事となり、ハイリスクハイリターンの設定である。
通常ではゲージが0%になると即CRUSHになるが、事前での購入要素として『BLASTER PASS』を購入する事で与ダメージが1.5倍に加えゲージが0%になってもARS機能が働き最後までプレー可能となる。（その際の与ダメージはTRACK COMPLETE/CRUSH の結果によって変わる固定ダメージとなる)
基本的に、HR5設定で完走が出来れば1発解禁となり低いHEXA RANKであっても回数を重ねる事で確実に解禁は可能であり、同一難易度の譜面を全て撃破していくと新たな楽曲が現れるシステムになっている。V以降のボス曲からは全てこのカテゴリーに属している

## AUTOMATION PARADISE
『VIVID WAVE』シリーズからの新要素。BPMが固定化されランダムor自分で選択した楽曲をMIXして遊ぶ事ができるモード。（EXCEED GEAR以降では別のモードに置き換わる事となった為、今作限りでのモードとなっている。
- ランダムで選ばれる3曲がMIXされる「ランダムセレクト」、好きな楽曲を選んで3or4曲MIXが楽しめる「フリーセレクト」が存在する。初回プレー時はランダムセレクトで固定され、フリーセレクト時にオプション画面から3or4曲MIXどちらにするのか設定が可能となっている。

2019年4月1日には期間限定で、その時点までにMIX対象楽曲としてリリースされている楽曲すべてを1回のプレーでMIXする特別仕様トラック「おーとめーしょんぱらだいす」が実装された。『PARADISE START』で開始したとき限定で遊ぶことができる。当日時点で実装されているすべてのMIX対象楽曲から自動MIXしてプレーするため、1曲あたりのプレー時間もMIX次第では約5分弱と長めとなる。

## ARENA BATTLE
- EXCEED GEAR Valkyrie model専用モード

beatmania IIDXへ搭載されている「ARENA」モードをSOUND VOLTEX仕様に変換したモード。
稼働時点では店内対戦のみ対応しており、２～４名で対戦ができる。各プレーヤーが1譜面を選択（2人プレー時ではメイン・サブ譜面を選択する）し、順位を争っていくバトルモードとなる。

## MEGAMIX BATTLE
- EXCEED GEAR Valkyrie model専用モード

前作のVIVID WAVEで搭載された「AUTOMATION PARADISE」を2人対戦用に昇華させたモード。事前に選んだ楽曲＆譜面がリアルタイムでのミックスをされる中、勝ち点と言える★の個数を争うモードとなる。お互いに5曲を選びターン制で勝敗を決する。任意タイミングでEXCEED GEAR新判定である『S-CRITICAL』を配備したターンを作る事が出来、ゲージを多く消費して勝利になると勝ち点の★が多く貰えるハイリターンの仕様となっている。（負けの場合は一律で★１点となる）

## SKILL ANALYZER
- 『II』で追加された、『beatmania IIDX』の「段位認定」の様なモード[7]で、規定の曲をプレーすることで自分の実力（SKILL LEVEL）を測るモード。
- SKILL LEVELはLv.01からLv.∞までの12段階用意されており、それぞれ課題曲のレベルが異なる。当然Lvが高いものほど難しくなる。
- 現在のSKILL LEVELの名前とプレートの色は以下の通り。

Lv.01 岳翔（茶）
Lv.02 流星（藍）
Lv.03 月衡（黄）
Lv.04 瞬光（白）
Lv.05 天極（水色）
Lv.06 烈風（エメラルドグリーン）
Lv.07 雷電（赤）
Lv.08 麗華（ピンク）
Lv.09 魔騎士（銀）
Lv.10 剛力羅（金）（読み:ごりら）
Lv.11 或帝滅斗（濃い赤）（読み:あるてぃめっと）
Lv.∞ 暴龍天（藍背景に黄文字）（読み:ぼるて）
KAC2013予選コース参加特典 慧影志（読み:けーえーしー）（称号のみ）（予選としてこのモードが使用された）
INFINITE INFECTION 壱周年記念コース 覇和々（読み:はわわ） 武宇主（読み:ぶうす） 韻符弐刀（読み:いんふぃにっと）（いずれも称号のみ）
- Lvを選択すると課題曲3曲の連続プレーがスタートする。この時、ゲージが通常の「EFFECTIVE RATE」から専用の「PERMISSIVE RATE」に変化する。
- このモードでもマッチングは行われる。通常プレーをしているプレーヤーともマッチング可能。
- PERMISSIVE RATEは100%の状態から始まり、プレーヤーがミスをすると減少していく。さらに、Lv.10を選択している場合は減少量が増加する。
- ゲージ残量は一曲終了しても原則回復せず引き継がれる。ミスが続きこれが0%になると、曲の途中でも強制的に曲が終了し、TRACK CRASHとなる。
- 1曲ごとにリザルトも表示され、ボーナスも獲得できる。ただし、UC、PUC以外の成績だった場合は、プレー済みの扱いとなる（COMPLETEでもメダルは入手できない）。
- PERMISSIVE RATEを維持したまま3曲を完奏すると「分析成功（合格）」となり、プレーしたLvの称号とプレートが自分のSKILL LEVELとしてデータに保存される。自分の所持しているものより下位のものに合格した場合は、称号のみを書き換えるかを選択できる。プレートは書き換えられない。
- 課題曲更新後（後述）初めて、自分の所持する最高レベルかそれ以上のレベルに合格すると、プレートに羽根つきの銀枠がつく。さらに、過去の同じレベルも全てクリアしている場合、金枠がつき、達成率も一定以上だった場合はプレートに後光が射す。
- Lv.11以上に挑戦するためには、Lv.10のプレートに金枠をつける必要がある。
- Lv.07までは「マッチングアシスト」が適用される。課題曲でマッチングを成功させると、PERMISSIVE RATEが10%回復する。
- 課題曲はオンラインアップデートで定期的に更新される。ユーザーが候補曲の中から好きなものに投票でき、結果は次回の課題曲選出に加味される。
- 2013年10月31日より、過去に選出されたコースが更新後も選択可能になっている。

## 楽曲を提供、リミックスしたアーティスト
- かめりあ
- はるなば
- BlackY
- Yooh
- まふまふ feat.IA
- かねこちはる
- ぬゆり
- baker
- iroha（sasaki）
- MUZIC SERVANT（音召缶）
- takamatt
- t+pazolite
- ヒゲドライバー
- マチゲリータ
- 無力P
- ゆよゆっぺ feat. めらみぽっぷ
- yanagi
- cosMo@暴走P
- ノボイスキ
- yuukiss
- 黒魔
- ピノキオP
- sasakure.UK feat. mirto
- fu_mou
- 豚乙女
- YM
- KN
- 蝶々P
- otetsu
- 家の裏でマンボウが死んでるP
- daniwell
- SOUND HOLIC feat. Nana Takahashi
- ゆうゆ
- 8#Prince（八王子P）
- ARM（IOSYS）feat. 一ノ瀬月琉（monotone）
- DIOS / シグナルP
- Masayoshi Minoshima
- REDALiCE
- ismK
- Ryu☆
- kors k
- DJ SHARPNEL
- DJ UTO
- しゃむおん
- Laur
- Last Note.
- 164
- Hommarju
- 上海アリス幻樂団（東方Project）[8]
- siromaru
- 前山田健一（ヒャダイン） feat.赤飯
- ビートまりお
- EastNewSound
- 幽閉サテライト
- Silver Forest[9]
- 岸田教団&THE明星ロケッツ
- こなぐすり
- 発熱巫女〜ず
- FELT
- スズム
- すこっぷ
- うたたP
- __（アンダーバー）
- 暁Records
- ACTRock - 元暁Recrodsのメンバーで現「イノライ」代表。2019年1月に脱退するまで一部暁Records楽曲の作詞や作曲、アレンジを担当していた。
- uno(IOSYS)
- sky_delta
- lapix
- kamome sano
- ツユ -　2024年5月31日に 「ぷす」が殺人未遂で逮捕されたため社会的影響を考慮し6月6日の定期メンテナンス後全てのBEMANI筐体に収録されていたツユおよびぷすの楽曲が全削除された。

## シリーズ

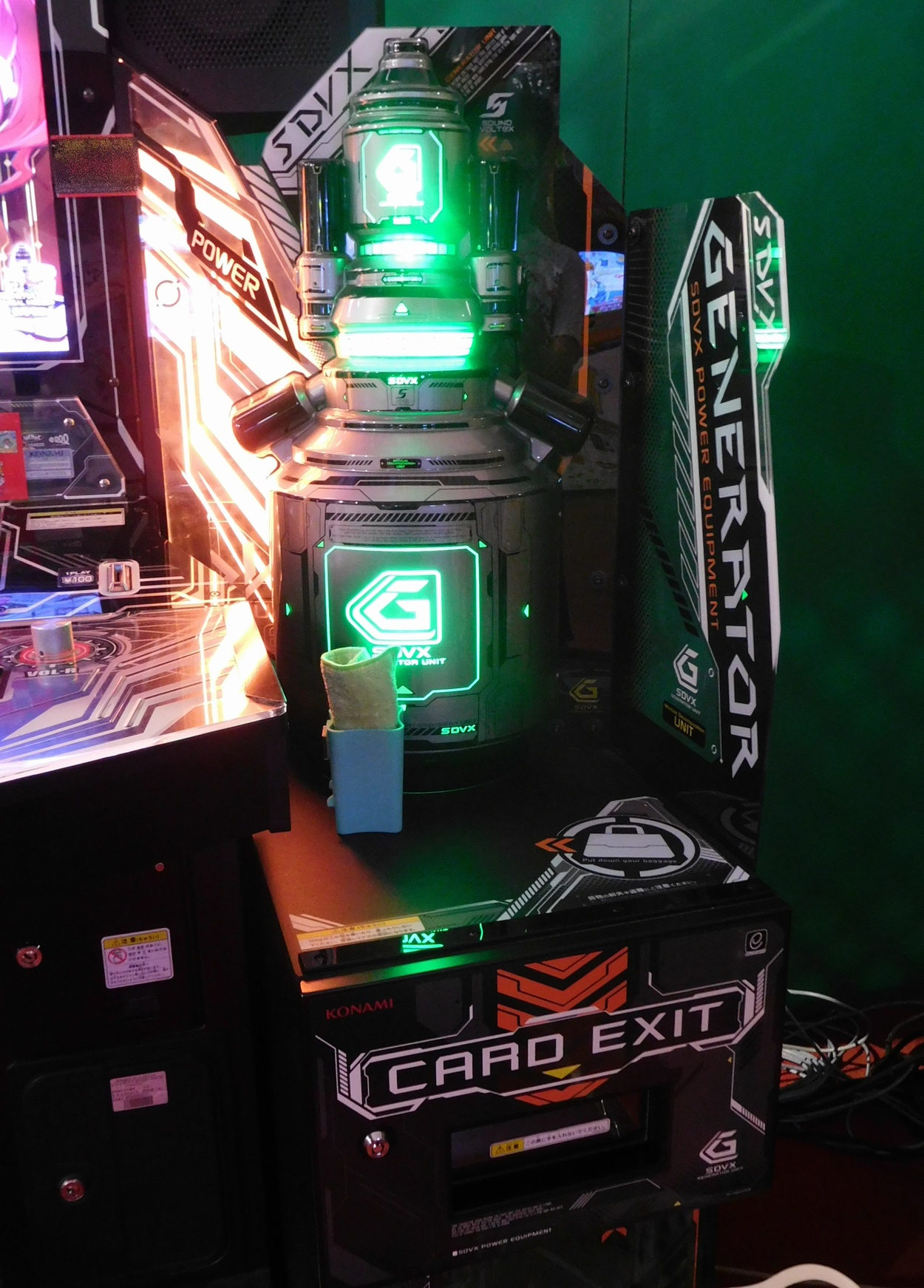
ジェネレーター

SOUND VOLTEX BOOTH（2012年1月18日稼働開始）
デザインは青を基調としたサイバー的なものになっている。
当初の収録楽曲数はロケテスト版に収録された楽曲13曲と稼働開始と同時に追加された14曲の計27曲と少なかったが、後に27回の楽曲追加が行われ、最終的に166曲となった。
PASELIを使った「PASELI MISSION」モードは結局使われることはなかった。
SOUND VOLTEX II -infinite infection-（インフィニット インフェクション 2013年6月5日稼働開始）
2作目。
DJ Yoshitakaがプロデューサーに就任。
2013年2月15日〜16日に開催されたジャパン アミューズメント エキスポ 2013で初お披露目された。
デザインは白とピンクを基調としたポップなものになっている（DJ Yoshitaka曰く、イメージカラーはピンクではなく白とのこと）。
エフェクターの種類追加、ロングBT（BTボタンの長押し）とチップFX（FXボタンの短押し）の導入、レーンがもっと傾いたり、段位認定が追加されたりと、新要素が用意されている。
BEMANIシリーズとしては初めてメジャーバージョンアップがダウンロードにて実施される（REFLEC BEAT coletteの季節バージョン同様に装飾パネルのみを送付）。
4つ目の難易度「INFINITE」を新設。大きく分けて、「EXHAUSTよりも更に難しくした譜面」と「EXHAUSTと同レベルだが違った譜面」と「INFINITE専用楽曲」の3種類に分かれる。
前作は他機種との直接的なコラボ企画を行なっていなかったが、今作ではREFLEC BEATをはじめとした他BEMANIシリーズとのコラボレーション企画が行われ、「FLOOR INFECTION」にて本作のFLOOR採用曲が他機種へ、逆に「POLICY BREAK」にて他機種の原曲そのままが本作へ、それぞれ初めて移植される。
後に数回のアップデートが行われ、最終的に482曲となった。
SOUND VOLTEX III GRAVITY WARS（グラビティ ウォーズ　2014年11月20日稼働開始）
3作目。
2014年9月27日から6回にわたり全国7都市でロケテストが行われ、同年11月18日に正式稼働開始日が発表された。
イメージカラーは黒と橙色で、重厚感のあるインターフェイスになっている。
アナログデバイスのラインの始点が固定されなくなり(例えば、左アナログデバイスの始点が右に配置されるなど)、ラインがレーンの外側に飛び出すなどの新しいシステムが適用される。
2015年3月11日からはジェネレーターが追加され、ランダムで本作の登場キャラクターのカード（プリントされる）が排出されるようになった。
2016年6月1日にSOUND VOLTEXシリーズ初の削除曲が登場した。
今作はファーストシーズン、セカンドシーズンの2つのシーズンがあり、数回のアップデートが行われ、最終的に887曲となった。
SOUND VOLTEX IV HEAVENLY HAVEN（ヘヴンリー ヘイヴン　2016年12月21日稼働開始）
4作目。
今作からレベルが16から20段階となった。
2017年6月15日からVOLFORCE（ボルフォース）と呼ばれる機能が追加された。これは、プレーヤーの実力を数値化したものであり、この数値はFORCEと呼ばれ、プレーした楽曲の難易度やスコアから算出される。FORCEが最も高い20曲の合計値でクラス分けされる。SOUND VOLTEX Ⅳ HEAVENLY HAVENでのプレーのみが対象となる。
2017年8月10日からΩ Dimension（オメガディメンジョン）が実装され、条件を満たすもしくはBLASTER STARTで始めた場合追加でもう1曲プレーが出来るモード。
2019年2月13日更新時点で全体の楽曲数は1279曲となっている。
SOUND VOLTEX VIVID WAVE（ビビットウェーブ　2019年2月28日稼働開始）
5作目。今作からナンバリングは外れるが5作目を意味する【V】OLTEXと【V】IVIDのV部分が重なり表記されている。
今作からロケテスト段階でお披露目されていた「POP TEAM EPIC」をはじめとしたアニメ/ポップス楽曲の追加も新たに行われていく予定。
新たに『PARADISE START』が追加され、楽曲プレーに加えて選んだ楽曲・エフェクト・譜面が自動でMIXされてプレーが出来る新モードAUTOMATION PARADISEが実装された。
BPMは固定されキーなどにも調節が入るが、難易度は選んだ楽曲によって変化する。ロケテスト最終版の段階では4曲MIXのプレーも可能。4曲MIXでは尺も延長され3分強近くプレーが可能となる。
プレーゲージは強制的にEFFECTIVE RATEに設定される。同じ楽曲であってもMIXが全く同じになるとは限らない。
筐体上部にカメラが設置できるスペースも新たに搭載。
また、ゲーム画面はこれまでHD(1280×720)出力されていたが、今作からフルHD(1980x1080)で出力されるようになった。
SOUND VOLTEX EXCEED GEAR（エクシードギア 2021年2月17日先行稼働開始）
従来筐体は2021年4月26日から稼働開始。
6作目。今作より新規筐体となる『Valkyrie model』が登場。主な変化は以下の通り。後者の2項目はこの新筐体独自の搭載となる。
メインディスプレイ大型化(43インチ非光沢液晶)・120Hz対応。フルレンジスピーカーユニット4基、大口径サブウーファー搭載。タッチパネルモニター(21.5インチ)設置、「楽曲検索機能」新設。新判定「S-CRITICAL」新設。
今作ではゲームエンジンの刷新も行われ、制作環境（譜面）の更新も行われている。システム面では「EXTRACK」と銘打っていた過去作と異なり"最大で4曲目"という扱いに変更。
それまでのEXTRACKコンテンツを務めていた、「BLASTER GATE」「Ω Dimension」「HEXA DIVER」は任意のタイミングで「BLASTER ENERGY」を100%消費で発動に変化した。また「BLASTER GATE」「Ω Dimension」は過去の挑戦条件が全撤廃され、１プレーで最大４度の挑戦チャンスが生み出されている。解禁条件も変更されており『当該EFFECTをクリアする』or『挑戦20回』を満たす事で解禁可能。救済アイテムの「BLASTER PASS」を活用する事で『1回プレー』での解禁も可能となった。
「HEXA DIVER」の挑戦権は１プレー内で１度だけに仕様変更。任意タイミングで発動できる。システム仕様としては前作から変更されていない。
また、今作よりVIVID WAVE以前の『条件付きインプット』譜面が全撤廃され最高難易度のLv20譜面もPCB消費で解禁可能となった。
また、選曲画面が横スクロールから縦スクロールに変更となった。これは第1作目のSOUND VOLTEX BOOTH以来である。
従来筐体は2024年4月30日にオンラインでの稼働を終了し、以降はVIVID WAVEのオフラインモード用キットを適用した筐体のみ、稼働が継続されている。

### PC版オリジナル
SOUND VOLTEX III GRAVITY WARS (コナステ)
コナステで配信され、SDVXにおいて初の家庭用。
ベースはGRAVITY WARSに準じている。αテスト、βテストを経て2017年10月4日より正式サービス開始。
月1ペースでアーケード版よりも先行して新規となる楽曲が配信されている。先行配信された楽曲は後日にアーケード版への移植も行われる。
SOUND VOLTEX EXCEED GEAR (コナステ)
2021年12月1日に大型アップデート。
ベースはEXCEED GEARに準じている。
アーケード版の新筐体『Valkyrie model』と同じく120Hz対応している。

### モバイル版オリジナル
SOUND VOLTEX ULTIMATE MOBILE
2019年のJAEPO2019にて参考展示されたモバイルバージョン。
対応OSやサービス提供日時等の詳細は一切発表されていない。
タッチパネルやボタンではなく「SOUND VOLTEX CONSOLE -NEMSYS- Entry Model」」という専用のコントローラーを使いプレイする。
画面のユーザーインターフェイスは「SOUND VOLTEX VIVID WAVE」に準拠している。
同じBEMANIシリーズである「DanceDanceRevolution」はまだ公開されてはいないが「BeatmaniaIIDX」はULTIMATE MOBILE化している。
2023年をもって事前登録を中止、配信中止された。

## 登場キャラクター
ここに記載されているキャラクターは、SDVXⅢのストーリーモードに登場するキャラクター、および収録曲のジャケットに描かれているキャラクターの事を示す。

### 主要キャラクター
レイシス（RASIS）
声-茅野愛衣
本作のナビゲーター。ボルテ学園高等部所属。
「よろしくお願いしマス」など、カタカナ混じりの言葉でしゃべる。バージョンアップごとにレイシスn（バージョン数をローマ数字で表す）へとアップグレードされる。
随時アップデートを欠かさない働き者であるが、おっちょこちょいなのが悩み。
SDVXでの腕前はLV.16~18の高難易度譜面を全て初見クリア出来るほど。
他作品では、『pop'n music』『ポラリスコード』にも出演している。
6作目となるEXCEED GEARよりシステムボイスが実装された。
つまぶき
プレー中のアナログデバイスのカーソルがモチーフ。「〜だゼッ!」と語尾をつける。
嬬武器雷刀（つまぶき らいと）
右側のアナログデバイスがモチーフ。ボルテ学園高等部所属。
言葉使いは乱暴で大雑把だが、優しく面倒見のいい性格。細かい作業が苦手。
嬬武器烈風刀（つまぶき れふと）
雷刀の弟で、左側のアナログデバイスがモチーフ。
学園では常に首席で、真面目かつ冷静な性格だが、負けず嫌いな一面もある。
ボルテナイザー・マキシマ（Voltenizer Maxima）
このゲームの筐体をモチーフにしたキャラクター。マッチョでサングラスをかけている。
ボルテ学園高等部の英語教師。昔は身体が弱く、川で溺れた際に救ってくれた筋肉質な男に憧れ、身体を鍛えることを決意し現在の身体となった。
教師としては常にテンションが高く、生徒を疲れさせてしまうことがある。
グレイス（GRACE)
崩壊した世界で紆余曲折の末、消滅を免れ晴れてコンソール＝ネメシスの住人となった。
レイシスから可愛がられるのを内心嬉しく思っているが、なかなか本心を口にすることができない。

### その他のキャラクター
ごりら
見た目は普通のゴリラだが、手先が器用でSDVXのデバイスを巧みに操ることが出来る。
好物である高難易度譜面を与えると雄たけびをあげて喜ぶ。警戒心が強いが感情表現が豊かな性格。
樹野あんず（きの あんず）
ボルテ学園中等部所属の、絆創膏とギターがトレードマークの少女。
内気な性格で、シンガーソングライターになることに憧れている。一人称は「ボク」。
リボン
ボルテ学園小等部所属。いつも愛犬の「わたがし」と一緒にいる。
菓子が大好物で、菓子を見つけると目にもくれなくなる。
椿（つばき）&福龍（ふくりゅう）
高等部所属の双子の兄妹。四川省出身。カンフーの使い手で、飲茶店を開いている。「クロミミパンダ隊」という生物を連れている。
兄の福龍は物静かで曲がったことを嫌う性格、妹の椿はおてんばな性格で卑怯なことを嫌う。
TAMAちゃん
中等部所属の、猫耳と近未来的な風貌が特徴的な少女。惑星D-EVO出身。
「TAMA猫」と呼ばれる球体状のネコのような生き物を連れており、時々たくさん現れて押し流されてしまうことも。
赤志魂（せきし そうる）
高等部所属でレイシスや嬬武器兄弟とは後輩の関係にあたる青年。
天才ハッカーで、ボルテ学園のメインサーバーを操っている。面倒臭がりな性格で、極彩色のお菓子が好物。
ニア&ノア
小等部所属の双子の姉妹。ウサギの耳のようなカチューシャと手が見えないほど長い袖の服を着ているという風貌。
いつも飛んで移動しているらしいが、マキシマによく怒られている。
青雨冷音（あおさめ れいん）
高等部所属。ヘッドホンと鼻の絆創膏が特徴的な青年。
普段は無口で人と関わることを避けているが、雨が降ると性格が豹変する。
カヲル&アシタ
ボルテ学園の理科室に住む、魔女のような風貌の双子の姉妹。
人を惑わす力を持つ香水を作ることが出来る。
エスポワール：PDR改良弐型
ボルテ学園のゲートキーパー的な役割を果たすアンドロイド。
感情表現に乏しいが、生徒たちが喜んでいるところを見ると嬉しくなるらしい。
紅刃（くれは）
声-早見沙織
真面目だが人見知りな性格の女の子。剣を握ると好戦的な性格に豹変する。
成績は良く頼られることもよくあり、数少ない他人との交流に幸せを感じているらしい。
レイシスと同じく、6作目となるEXCEED GEARよりシステムボイスが実装された。
雛（ひな）&蒼（あお）&桃（もも）
猫耳と尻尾をつけた、遊ぶことが大好きな三姉妹。
虹霓・シエル・奈奈（こうげい しえる なな）
フランス出身のハーフの帰国子女。「ミカエル」という名前の黒猫を抱えている。
虹色をした瞳は生まれつきで、周囲から奇異の目で見られることが悩み。
昴希（こうき）
高校生の女の子。他人を信用することを嫌う性格で、「大人は何もわかってない、なにもしてくれない」が口癖。
クラスのリーダー的な存在で、強がりな一面とは裏腹に面倒見が良い。もふもふとしたものが好き。
野増菜かなで（やましな かなで）
有名ラーメン店「ボルテ軒」の看板娘。水着とホットパンツという大胆な風貌。
キップのよさ、飾らない可愛さと面倒見のよさで絶大な人気を誇っている。
わんだふるラヴちゃん♥
小等部所属で学園のアイドル的存在の少女。
いつも鏡の前でランドセル姿がいちばん可愛く見える角度を研究しているらしい。
猫男爵ガンガラ卿
昭和初期に海外向けに作られた日本製のブリキ人形。
世界中の子供たちに遊ばれ、現在はドイツにある屋敷にいる。真夜中の散歩が日課。
MAD†HOLIC
全てが無の空間の中で、外部との接触を試みている青年。
しかし成功したのは記号とされる文字をサーバーに送ることだけで、顔文字で会話している。
傍丹桜子（そばに さくらこ）
中等部所属のキツネの女の子。思い込みが激しい性格。
人間に片思いした結果、人間の身体を手に入れることに成功し、人間の世界を勉強している。
賽河原炎十郎佐之助五右衛門（さいがわら えんじゅうろうさのすけごえもん）
演歌界の名門の跡取りとして知られる男。
決められた将来や堅苦しい家柄に反発して渡米したが、日本で演歌が潰えようとしていると聞き日本に戻ってきた。
ハルト=カプサイシン=スチプチサット
道化師のような風貌の少女。元素記号を操りバグの業嵐を引き起こすことができる。
キャンディ=ラブシック=マルトデキストリン
地底出身で甘の末裔、眩しい光を嫌い目隠しをしているが匂いで物は見えている。
不律灯色（ふりつ ひいろ）
戦うための力と引き換えに記憶を失った少年。ボルテ学園のゲートキーパー代理を務める。
夜行性で昼間は常に寝ている。自分自身の記憶を得るためには手段を問わないと考えている。
トライプル・ストレエッジ
別世界からやって来た、ボルテ学園の数学教師。
効率や理論性を重視するクールな性格で、授業は常に厳しい。
ミツル子ちゃん
コスプレアイドルとして活動する女の子。17歳。
SUPER STAR 満-MITSURU-に片思いしている。誰かと遊ぶよりも一人で妄想を膨らましている方が好きな性格。
埴仁虎子（はに とらこ）
ボルテ学園の近くにあるカフェで働く女の子。自称「ハニーちゃん」。
普段は優しい性格だが、頼んだものを残すと大変なことになるらしい。
つぶやき魔法少女りむる
パソコンに詳しく、それ故にちょっと変わった子と思われている女の子。
Twitterに送られてきた「つぶやき魔法少女になりませんか?」という謎のリンクを出来心で開き、魔法少女のような風貌になったとされる。
シャトー・ロワーレ
ボルテ学園の音楽教師で、紳士的な風貌を好む男性。「永遠の27歳」。
ジュワユースという剣を持ち、授業では指揮棒の代わりに振り、暇なときには恋人に話しかけるように剣に愛を語っている。
マキナ・苺ハートビート（まきな・まいはーとびーと）
ボルテ学園中等部に転入してきたアンドロイドの女の子。製造型番はWAX-15HB-KGで、愛称は「マッキーナ」。
品行方正な大人しい性格だが、悩みが全く無いと思われている事が最大の悩み。
氷雪ちゃん(ひゆきちゃん)
遠い郷からボルテ学園へ編入してきた、雪女。殯さんとは遠縁にあたる。
プロフェッサー識苑(Professor SHION)
プロのメカニカルエンジニアでプロの高所作業員。
Miss.DD ＆ BOF (ミス.ダブルディー ＆ ぼんきち)
普段は警察官として職務を全うするお姉さん。普段は警察のイメージキャラクターの中の人。
西日暮里さん
ジャージに褌という出で立ちと、サムライ風しゃべり口でガードしたの治安を守っている…らしい
ボルテ軒のラーメンがお気に入り。
弐拾四階段の道化師（ハーレクイン）
ボルテ学園初等部で囁かれる七不思議のひとつ。人形のペニーは彼の唯一の友達。
恋刃 (このは)
ボルテ学園中等部を統べる影の支配者。姉は紅刃
奈奈と時々校内で一緒にいる姿が見かけられる。
アウグスト=ヴェルテックス
遥か昔、遠つ国に栄えた王国の唯一無二の騎士。
雪翔くん (ゆきとくん)
ボルテ学園がスキー教室で使う雪山に住んでいる犬の獣人の男の子。氷雪ちゃんとは同郷。
静かなる嵐のイノテンちゃん（まだ幼生のため、正式の名を継承していない）
ボルテ学園中等部に通う、オトコ…？オンナ…？の子。
実は成長過程で雌雄が決まる、今は幼生。
F型人工生命"MION"1024号 (通称"ミオン")
未来の世界で歴史探査のために造られた妖精型ホムンクルス。
行道　舞 (ゆくみち　まい)
喜怒哀楽に富んだ前向きでゴーイングマイウェイな女の子。音楽ゲームが大の得意
シネマ=ストーリア
ドラマチックで刺激的な人生にあこがれて、映画女優になった。「クレイジークイーン」と呼ばれている。
接(SETSU)
ある日を境に長い年月を独りで過ごしていたが、外が賑やかなので出てきてしまった鬼とケモノのあいの子。
十鳴　カミト (となり　かみと)
かつていじめられていた少年は神に助けを乞うが、その願いは届かず神にさえ見放されとある不思議な少女の導きにより神の力を得た。
普通の少年として生活を送る傍ら、彼に神の力を与えた少女を探し街を彷徨っている。
PSYCHO†HOLIC
或る特殊な種族があった。余りにも禍々しい紅い眼を持った其の種族は弾圧され”必要な分だけ”残された者達は己しか視得ない個部屋へ入れられ、重鉄輪とマスクを装着られ監禁される。
孤独の中での唯一の希望は…偶然繋がる通信、交信。彼女は「外」を渇望する。初めての希望に戸惑いながら…。
虚語ケムリ (うつろがたりけむり)
ボルテ学園高等部に通うエキセントリックな三年生であり、過激な哲学少女。
Mystérieux Rouge (ミステリウス・ルージュ)
ある時は社交界の令嬢。ある時は某国のスパイ。またある時は教師としてボルテ学園の教壇に。
ちなみにボルテ学園の教壇に立つ時は非常勤の倫理講師である。
ユーシャ・夏野・フェアリェータ
ロシア出身のハーフの少年。ボルテ学園初等部に通う4年生。
Vela (ベラ)
コンソール＝ネメシスの南方、世界の境界に程近い、空の果てに棲むピアニスト。
わぶたんセンパイ（本名は輪鰤カゼオミ）
ボルテ学園大学院音楽科に籍だけおいてる、謎の敏腕DJ
イル・ユーリ&ヨル・ユーリ (Yl・Yuriy&Jol・Yuriy)
ボルテ学園中等部、音楽科に通っている猫の兄弟。いたずらっこの白猫はイル。物静かな黒猫はヨル。
雛＆蒼＆桃とは遠い親戚
アペックス・四姉妹（シスターズ）
千愛・亜武巣/セラ・アームストロング
金髪金瞳の高等部三年生。父親がボルテ銀行の頭取。
百目鬼　百鬼 (どうめき　なきり)
ボブヘア碧眼の高等部二年生。
早乙女　玲 (そおとめ　ほまれ)
ショートポニテの高等部一年生。三年に兄がいる。
幌尻岳　絵麻 (ぽろしりだけ えま)
広瀬川　ミヤコ（ひろせがわ　みやこ）
レイシスや紅刃のクラスメイト。近寄りがたいと思いきや社交的で友達が多い。
青葉城　晩翠（あおばじょう　ばんすい）
ミヤコの剣術の先生で用心棒。いつも後ろで見守っている。
焉藤　ギン
ボルテ学園高等部3年生で、軽音部の部長。担当楽器はギター
シェリー・Ｆ・アレスターズ
西海岸育ちの明るく元気な海上ポリスウーマン。相棒はイルカの”ワイアット”
火琉毘 煉
不穏な気配を感じてボルテ学園にやってきた編入生。
式神の鈴音（すずね）と共に悪霊退治を専門とするゴーストバスター「退治屋」を営んでいる。
普段は火琉毘煉（ひりゅうび れん）と名乗っているが、本名は鈴木次郎。
鈴音
レンを主に持つ狐(♀)の式神。プライドが高く冷静沈着。
キサ＝キジモト
(自称)ボルテ学園新聞部部長(部員は自分１名のみ)
Noisy.A (ノイジア)
財界に広く知れ渡る良家のお嬢様。会員制のClub♣Hallelujahを所有し、そこでDJも務める夜の女帝。
フラウリン (FLUORINE)
「毒のある気体」の名前を持つ紫髪の少女。
フラウリィ (FLOWRY)
あらゆる人々を魅了する「奇跡の歌声」の力を持つ水色の髪の少女。
汐夏ほたる (しおか　ほたる)
幽霊のような存在。夏の間だけ実体を持つことができる
地球防衛乙女パンナコッター
ボルテ学園高等部に通う、ごく普通の少女が地球防衛を担うスイーツ系ハイパーヒロインに大変身。
背徳の火星人イクト
火星連邦外務省安全保障政策課宇宙室の局長級審議官。特技は、オラオラ系外交。
純血の火星人アツシ
火星連邦貴族院の勅任議員であり宇宙再開発戦略本部所属。フレア財閥の御曹司で超お金持ち。
電波の火星人ネムルン
火星連邦内閣官房の宇宙再開発戦略本部の本部長の子息。初恋の相手がパンナコッターな電波少年。
一鬼アカネ (いつき　あかね)
ネメシス＝メトロポリスに出没する悪ガキ集団の頭目。
ナサニエル
ネメシス＝メトロポリスの路地裏にひっそりと佇む古い教会の神父で、本物の天使。
天月エクサ (あまつき　えくさ)
ボルテ学園中等部の科学少女。
ピコ軍曹
地球より百光年以上離れたフェムト星の軍人。
オンディーヌ・シフィカ・チハ
ボルテ学園の水辺に存在する少女。中等部に籍をおいているが、目撃した生徒は少ない。
リリック・リシュナ
異国のパフォーマー集団「ゴルジェテック」の看板踊り子。
冥道ユウキ (みょうどう ゆうき)
ボルテ学園中等部に通う、オバケとニンゲンのハーフの女の子。ボルテ学園ダンス部に所属している。
サタン-P*L-イヴリース
数多の挑戦する者共を奈落へ突き墜とす存在。
井之上 千影 (いのうえ ちかげ)
森の奥深く、獣人たちが住む里の白狐族の娘。
由緒正しき神社の家系で生まれたが、何を思ったのか漫画で読んだ忍者に憧れ里を飛び出した。
井之上 三影 (いのうえ みかげ)
千影の従姉の忍者。
京終 始果 (きょうばて はるか)
コンソール＝ネメシスと外界の電子の海の狭間に生れ落ち、彷徨っていた所をグレイスと出会い、一目惚れしてついてきた忍びの者。
グレイスもそこにいるならと、ボルテ学園の高等部へ編入している。
女生徒達の視線を集めているが、本人は相変わらずグレイスにしか興味がない
オルトリンデ＝NBLG＝ヴァルキュリア
重力戦争ではグレイスサイドに属していたが、かねてから憧れていた教職につくために、教育実習生としてボルテ学園へやってきた。
生徒たちを教え導く存在としてすぐに周囲と打ち解け慕われている。
ライオット・デストルドー（エレクトロボディ装着時）- RIOT DESTRUDO（Electroｂody Maneuvers)
もとはグレイスの仲間だったが、重力戦争が終結し、最終的にマキシマの勧誘を受ける形でボルテ学園の美術教師となる。
戦時は、自ら建造し操る朱色の15ｍ級のエレクトロボディ(EB)を操り戦った。
ライオネル・カールハインツ・フォン・ゲーデル (Lyonel Karlheinz von Gödel)
ライオットが時折みせる本来の人格。灰色に紫色がまじわる髪の毛と金色の瞳の大人の男性。
重力戦争が終結し、ネメシスの清浄な空気の影響で人格持続時間が50分ほどに延長された後、ボルテ学園の物理教師となる。
ドゥ・サン・コ・ピリカ
はるか極国、召喚魔法士の名家ドゥ・サン・コ家の3女。最果てに旅立った長女を追って旅をしている。
・・・のだが、超弩級の方向音痴のせいで道に迷ってしまい、なんとボルテ学園へ
重力戦争が一段落した後は、ネメシスを拠点に姉を探しているが、毎回方向音痴を発揮してネメシスに戻ってきてしまう。
ちなみに、召喚魔法士の腕前だが、ツノ兎3匹しか呼び出せない。左端の恥ずかしがりやの子は「とっと」、真ん中の気性の荒い子は「ぽっぽ」、右端のツノ無し泣き虫っ子は「こっこ」
EVIL EYE
グレイスの命令を聞く目のような形をした生き物（？）。いろいろな用途に使える。
自分をコピーして増え続けることができるが、バグであることに変わりはない

## SOUND VOLTEX FLOOR
前述の通り、楽曲やアピールカードなどを一般から募集し、ゲームに反映させる投稿サイト。作品は基本的にBOOTHへの収録を前提としているが、『pop'n music』にのみ収録された楽曲もある。

## 基板データ
SOUND VOLTEX BOOTH起動画面に以下のように基板情報が記載されている。

### 【BOOTH～HEAVENLY HAVEN】
- CPU：Intel Celeron M 1.86GHz（133×14）
- メモリー：DDR2 533 2GB デュアルチャンネル
- 内蔵ディスク：Intel SSD 320 Series 80GB SSDSA2CW08G3
- OS：Microsoft Windows XP Embedded

- ディスプレイ：1920×1080 60Hz DVI接続（ソフトウェア上での制限で表示は1280×720）

### 【VIVID WAVE～EXCEED GEAR】
- CPU：Intel Core i3-4330 3.5GHz

- メモリー：DDR3-1600 8GB
- 内蔵ディスク：WD3200LPCX 320GB HDD
- ビデオカード：NVIDIA GeForce GTX 1050 2GB
- OS：Microsoft Windows Embedded Standard 7
- ディスプレイ：1920×1080 60Hz DVI接続

※SOUND VOLTEX VIVID WAVE からソフトウェア上での表示が1920×1080になったため、基板が変更された。

### 【Valkyrie Model (EXCEED GEAR) 】
- CPU：Intel Core i5-9400F / 9500E

- メモリー：DDR4-2666 8GB / 16GB
- 内蔵ディスク：Innodisk SATA SSD 256GB
- ビデオカード：NVIDIA GeForce GTX 1650 4GB (MSI製 か GIBGABYTE製)
- OS：Microsoft Windows 10 IoT Enterprise LTSC
- メインディスプレイ：1920×1080 120Hz 非光沢液晶 DP接続
- サブディスプレイ： 1920×1080 60Hz  10ポイントマルチタッチ対応。
- サウンドカード： ASUS Xonar AE

※120fps対応のほかValkyrie Effectによるグラフィック強化により基板が新調。ゲームの安定性向上や部品の生産関係により、2023年から出荷される筐体はメモリの容量が16GBに増加、またマザーボードもSupermicroからASUSに変更されている。

## サウンドトラック
- SOUND VOLTEX ULTIMATE TRACKS - 東方紅魔郷REMIX -[12]
- 2014年7月30日発売

（同年5月11日に開催された第十一回博麗神社例大祭にて先行発売）
- SOUND VOLTEX FLOORで行われた「東方紅魔郷リミックス楽曲コンテスト」で採用された楽曲が全て収録されている。[13]